# Michał Śliwiński
Michał Śliwiński, ukr. Михайло Слівінський (ur. 5 lutego 1970 w Dobrotworze, ZSRR) – kajakarz specjalizujący się w konkurencjach sprinterskich, reprezentujący w trakcie swojej kariery Związek Radziecki, Wspólnotę Niepodległych Państw, Ukrainę i Polskę. Sześciokrotnie zdobywał złoty medal mistrzostw świata w kajakarstwie, ma również w dorobku dwa srebrne medale olimpijskie.
Syn Michała Śliwińskiego Arsen również jest kajakarzem.

## Życiorys
Urodził się w polskiej rodzinie na Ukrainie. Jego przodkowie podczas II wojny światowej zostali wysiedleni ze Lwowa na Syberię. Z zesłania wrócili dopiero w latach 60. XX wieku. Michał Śliwiński rozpoczął treningi w 1981 w ukraińskim klubie „Awangard”. Absolwent Lwowskiego Państwowego Uniwersytetu Kultury Fizycznej (1994), odznaczony ukraińskim Orderem „Za zasługi” III Stopnia (1998).

## Reprezentacja ZSRR
Międzynarodowa kariera Śliwińskiego rozpoczęła się w 1988 na igrzyskach olimpijskich w Seulu, gdzie w wieku zaledwie 18 lat zdobył srebrny medal w wyścigu kanadyjek na 500 metrów. Przez kolejne trzy lata był najlepszym kanadyjkarzem świata na dystansie 500 metrów, trzykrotnie stając na najwyższym podium światowego czempionatu. Nie udało mu się jednak zdobyć olimpijskiego złota. Na igrzyskach olimpijskich w Barcelonie w 1992, już jako reprezentant Wspólnoty Niepodległych Państw, zajął 2. miejsce w rywalizacji C-1 na 500 metrów.

## Reprezentacja Ukrainy
Po rozpadzie ZSRR Michał Śliwiński trafił do ukraińskiej kadry. W nowych barwach rozpoczął starty na nieolimpijskim dystansie 200 metrów. Zdobywał medale na mistrzostwach świata (w sumie osiem brązowych). Podczas igrzysk olimpijskich w Atlancie w 1996 zajął czwarte miejsce w konkurencji C-1 na dystansie 500 metrów.
Po nieudanym występie na igrzyskach olimpijskich w Sydney w 2000 (7. miejsce) postanowił zerwać współpracę z ukraińską federacją.

## Reprezentacja Polski
Dzięki pomocy Ryszarda Serugi rozpoczął w 2000 treningi w Spójni Warszawa i występy w kadrze Polski. Pierwszą wielką imprezą w barwach nowej reprezentacji były mistrzostwa świata w Poznaniu w 2001, gdzie wraz z Marcinem Kobierskim zdobyli złoty medal w kanadyjkowej dwójce na 1000 metrów. Tytuł ten obronili rok później na mistrzostwach świata w Sewilli oraz zdobyli srebro na mistrzostwach Europy w Szeged. Śliwiński startował również w czwórce, z którą zdobył srebrny medal na mistrzostwach świata w Gainesville w 2003.
Na igrzyskach olimpijskich w Atenach w 2004 tworzył kanadyjkową parę z Łukaszem Woszczyńskim. Kilka tygodni przed igrzyskami zostali mistrzami Europy w Poznaniu. Występ w Atenach był jednak nieudany (5. miejsce).
W 2005 został wraz z Woszczyńskim mistrzem Europy. Został też w ostatniej chwili dokooptowany do składu czwórki na mistrzostwa świata w Zagrzebiu, gdzie zdobył złoty medal – pierwszy w swej karierze w czwórce.